# Gran Turismo 7
Gran Turismo 7 (グランツーリスモ7, Guran Tsūrisumo Sebun) é um jogo eletrônico de corrida desenvolvido pela Polyphony Digital e publicado pela Sony Interactive Entertainment. É o oitavo título da linha principal da série Gran Turismo. O jogo foi anunciado em 11 de junho de 2020 no evento de revelação do PlayStation 5 e foi lançado em 4 de março de 2022 para PlayStation 4 e PlayStation 5, tornando-se o primeiro jogo multiplataforma da série.

## Jogabilidade
Durante um trailer demonstrando a jogabilidade do jogo, o menu principal do título revelou-se semelhante ao estilo de menu de Gran Turismo 4. Este jogo traz o retorno do GT Simulation Mode, englobando o recurso de campanha para um jogador há muito estabelecido e definitivo. Outras características clássicas foram mostradas, como o retorno de pistas e veículos de corrida tradicionais, eventos especiais, campeonatos, Driving School, Tuning Parts Shop, concessionária de carros usados e a GT Auto, mantendo o novo GT Sport Mode, Brand Central e Discover que foram introduzidos em Gran Turismo Sport. O jogo também apresenta o retorno do tempo dinâmico e dos efeitos do clima, que anteriormente apareceram em Gran Turismo 5 e Gran Turismo 6.
Para a versão de PlayStation 5, o jogo aproveita do poder de processamento aumentado do console, seu recurso de ray tracing dedicado, armazenamento de unidade de estado sólido (SSD) personalizado, Tempest Engine e o controle DualSense a fim de oferecer suporte a recursos como feedback háptico avançado, ray tracing em tempo real, áudio espacial 3D e tempos de carregamento reduzidos. A versão de PlayStation 5 de Gran Turismo 7 também é executada em resolução 4K e 60 quadros por segundo com suporte para high dynamic range (HDR).

## Desenvolvimento e lançamento
Gran Turismo 7 foi revelado no evento de revelação do PlayStation 5 da Sony em 11 de junho de 2020. O jogo foi desenvolvido pela Polyphony Digital e publicado pela Sony Interactive Entertainment para PlayStation 4 e PlayStation 5. Foi inicialmente agendado para ser lançado em 2021. Posteriormente, foi adiado para 2022 devido ao impacto da pandemia de COVID-19 na indústria de jogos eletrônicos afetando o desenvolvimento do jogo. Foi lançado em 4 de março de 2022.
Em uma entrevista de julho de 2019 com a GTPlanet, um site de fãs dedicado à série Gran Turismo, o criador da série Kazunori Yamauchi afirmou que o próximo título da franquia estava em desenvolvimento ativo. Yamauchi confirmou que houve foco no ajuste fino da experiência clássica de Gran Turismo, acrescentando: "Acho que o próximo título que vamos criar será uma combinação de passado, presente e futuro – uma forma completa de Gran Turismo."

## Recepção
Gran Turismo 7 recebeu avaliações "geralmente favoráveis" de acordo com o agregador de resenhas Metacritic.
Apesar das boas notas recebidas pela crítica especializada, o jogo vem sendo massivamente criticado pela comunidade em certos aspectos, com destaque no requerimento de conexão constante do jogo com a internet, mesmo nos modos single-player e no aumento da dificuldade de obter créditos para a compra de itens, como veículos e itens de aprimoramento, quase obrigando ao jogador recorrer ao uso de microtransações, levando a um review bomb no Metacritic, o que deixou o jogo com a média de 1.8/10 no agregador, se tornando o pior avaliado de um first-party da Sony.